# ロンナーシュタット
ロンナーシュタット (ドイツ語: Lonnerstadt) は、ドイツ連邦共和国バイエルン州ミッテルフランケンのエアランゲン＝ヘーヒシュタット郡に属す市場町で、ヘーヒシュタット・アン・デア・アイシュ行政共同体を構成する。町は、アイシュ川に注ぐヴァイザハ川沿いに位置する。

## 地理

### 自治体の構成
この町は、公式には以下の4つの集落からなる。
- アイルスバッハ
- フェッツェルホーフェン
- ロンナーシュタット
- マイラハ

## 歴史
現在の町域の統治権は、1803年までヴュルツブルク司教領、バンベルク司教領に分割され、帝国自由都市ニュルンベルクが市場町の裁判権を有していた。1803年の世俗化で司教領が有していた諸権利がバイエルンに移され、1806年にはライン同盟に従って、ニュルンベルクの持っていた権利もバイエルンに委譲された。バイエルン王国の行政改革の時代、1818年の自治体令により、現在の自治体が成立した。

### 人口推移
この地域の人口は、1970年 1,421人、1987年 1,608人、2000年 1,908人であった。

## 行政

### 議会
ロンナーシュタットの議会は、12名の議員と首長からなる。

### 首長
シュテファン・ヒンペル (Freie Wähler) は、2014年3月16日の選挙でこの町の町長に当選した。

### 紋章
図柄: 赤地に大きく金のホップ。

## 経済と社会資本

### 交通
ロンナーシュタットは、連邦道B470沿いに位置し、アウトバーンA3のヘーヒシュタット東インターチェンジから約7kmの距離である。ニュルンベルクへ45km、ヴュルツブルクへ70km、ベルリンへは440km、ミュンヘンへは210kmである。

### レクリエーション
ロンナーシュタットは、バイエルン州立のシュタイガーヴァルト自然公園に属している。ローテンブルクからバンベルクまで、アイシュ渓谷自転車道が通っている。また、周辺の多くのビール醸造工場を巡る「ビール街道」も整備されている。

## 引用
1. ↑  https://www.statistikdaten.bayern.de/genesis/online?operation=result&code=12411-003r&leerzeilen=false&language=de Genesis-Online-Datenbank des Bayerischen Landesamtes für Statistik Tabelle 12411-003r Fortschreibung des Bevölkerungsstandes: Gemeinden, Stichtag (Einwohnerzahlen auf Grundlage des Zensus 2011)
2. ↑  Bayerische Landesbibliothek Online